# Сахаров, Виктор Николаевич
Виктор Николаевич Сахаров — советский хозяйственный, государственный и политический деятель, Герой Социалистического Труда.

## Биография
Родился в 1911 году в Харькове. Член КПСС.
С 1929 года — на хозяйственной, общественной и политической работе. В 1929—1976 гг. — матрос на портовом катере, моторист в Примрыбаксоюзе, кочегар на пароходе «Колыма», старший преподаватель кафедры физического воспитания, абсолютный чемпион Сибири и Дальнего Востока по боксу (49 боев, 48 побед — 23 нокаутом), победитель международной встречи по боксу США — СССР, на работе в краевом Комитете физкультуры, 3-й, 2-й помощник капитана, старший помощник капитана танкера «Таганрог» Дальневосточного государственного морского пароходства, капитан парохода «Арктика» Дальневосточного морского пароходства Министерства морского флота СССР, капитан лесовоза «Березиналес».
Указом Президиума Верховного Совета СССР от 9 августа 1963 года присвоено звание Героя Социалистического Труда с вручением ордена Ленина и золотой медали «Серп и Молот».
Лауреат Государственной премии СССР (1975).
Умер во Владивостоке в 1976 году.